# 黛西·約翰森
黛西·強森（英語：Daisy Johnson)，也被称为震波女（Quake）、斯凯（Skye），是漫威漫画中的一名超级英雄，由作家Brian Michael Bendis和画家Gabriele Dell'Otto创造，能力为制作地震。黛西最早出现在《秘密战争》＃2（2004年7月）。她是超級反派海德先生的女儿，也是神盾局的秘密特工。

## 漫畫人物
黛西·露薏絲·約翰森（Daisy Louise Johnson）是海德先生和一名妓女珍妮芙·約翰森之間的私生女。後來被人領養並改名為柯麗·薩特（Cory Sutter）。養父母並未告訴她她是被領養的，並將她視如己出。
十七歲時，黛西就已被檢測出有極高的智商，在某次偷取東西被警察逮捕，因為被捕造成的狂躁令她的超能力初步覺醒，並造成了芮氏3級地震。尼克·福瑞發現了此事後就將她帶來神盾局的基地，並告訴了黛西她真正的身世，之後尼克·福瑞就將她收為神盾局旗下的一名探員。
經檢驗發現黛西的超能力與變種人的能力來源X基因無關，而是受父親海德先生的影響而造成的突變。黛西很快地通過了神盾局的測試，成了一名出色的特務，並在黑客工作上有著卓越的成績，尼克·福瑞表示就算她沒有超能力也會是一名優秀的特務。
她在18歲那年就獲得神盾局最高的十級安全許可，是史上最年輕就獲得此資格的人。

## 能力
黛西擁有製造震動的超能力，並且本身不受到此能力的影響。在經過神盾局的訓練後，已能精準的控制此能力。像是在執行任務時潛入毀滅博士所控制的國家拉托維尼亞時，就曾用這能力震毀過一座城堡。她也能在人體內製造震盪摧毀某個器官，金鋼狼就曾因此被震破心臟。
除此之外她對精神攻擊的防禦能力特別出色，艾瑪·佛斯特對她使用精神攻擊時就完全無法產生作用。
在接受過神盾局訓練後，黛西已經是個高明的武術家，同時在射擊、潛入、偵查上都有出色的成績。

## 其他媒體

### 電視劇
- 《神盾局特工》（2013-2020年），由汪可盈扮演黛西·约翰逊（英语：Daisy Johnson (Marvel Cinematic Universe)）。

### 動畫
- 《漫威崛起：秘密勇士》（2018年），由汪可盈配音。

### 電影
- 《蜘蛛人：穿越新宇宙》（2023年），以檔案照片出現在邁爾斯和甘克房間的剪報上。[3]

### 電子遊戲
- 《漫威：未來之戰》：手機遊戲，黛西·約翰森是玩家可使用角色之一。[4]。